# Simeón Cuba Sanabria
Simeón Cuba Sanabria (anderen Quellen gemäß auch Sarabia, * 5. Januar 1935 in Itapaya, Bolivien; † 9. Oktober 1967 in La Higuera, Bolivien), auch unter dem Decknamen Willy bekannt, war ein Mitglied der Ñancahuazú-Guerilla-Kolonne, die von Che Guevara in Bolivien angeführt wurde.

## Biografie
Im Dorf Itapaya im bolivianischen Municipio Sipe Sipe als Sohn von Carlos Cuba und Teresa Sanabria geboren, fing Cuba mit 17 Jahren in Huanuni als Bergarbeiter an, engagierte sich in der regionalen Bergarbeitergewerkschaft, und wurde bald zu einem ihrer Anführer. Er leistete dabei verschiedene soziale Unterstützungsaufgaben zugunsten der Arbeiterfamilien. 1956/57 leistet er seinen einjährigen Militärdienst ab, der eine Voraussetzung für den beruflichen Aufstieg darstellte. Im August 1957 heiratete er Felipa García Tapia, mit der er später drei Kinder hatte. Cuba wurde Mitglied der Kommunistischen Partei von Bolivien (PCB), obwohl dies in seinem Unternehmen unerwünscht war, wurde schließlich im Januar 1965 entlassen und ging daraufhin mit seiner Familie nach Cochabamba. Cuba trat im selben Jahr aus der Partei aus, um Mitglied der ebenfalls marxistisch-leninistischen Revolutionären Arbeiterbewegung zu werden, die den bewaffneten Kampf vertrat. Als er diese Gruppe drängte, ihre Prinzipien in die Praxis umzusetzen, wurde er an Moisés Guevara verwiesen. Moisés Guevara nahm ihn dann im März in die Guerillatruppe von Che Guevara nach Ñancahuazú mit.

## Guerillakämpfer
Ausgesucht als ein Mitglied der Hauptgruppe, die Che Guevara selbst führte, wurde Cuba als ein mutiger und disziplinierter Kämpfer bekannt. Trotzdem und vielleicht auch wegen seines sehr zurückhaltenden Charakters entwickelte Guevara Misstrauen ihm gegenüber und in seinem Monatsbericht des September 1967 schrieb er in sein Kampftagebuch: „Die Moral des Rests der Gruppe ist immer noch ganz gut, ich habe nur Zweifel an Willy, dass er wenn er eine Gelegenheit zur Flucht findet, sich dann auch absetzen würde …“. Sein Verdacht sollte sich bald als unbegründet herausstellen.
Als das Schlussgefecht der Guerilleros am 8. Oktober 1967 in der Yuro-Schlucht bei La Higuera begann, führte Cuba die Hauptgruppe, um einen Weg aus der Umzingelung der bolivianischen Armee zu finden. Cuba war gerade dabei, den abschüssigen Weg freizumachen, als Maschinengewehrfeuer losbrach und Guevara, der in einigem Abstand hinter ihm folgte, am Bein verletzte. Cuba kehrte um und ging zur Klippe zurück, wo Guevara lag. Er hob ihn auf und trug ihn zu einem Platz, der sich außerhalb der Schusslinie befand. Jedoch fanden sich die zwei Guerilleros bald umgeben von einer anderen Gruppe von bolivianischen Rangers, die das Feuer auf sie eröffneten. Guevara und Cuba schossen zurück, bis die feindlichen Kugeln Ches Baskenmütze und seinen M2-Karabiner trafen und diesen untauglich machten. Cuba brachte Guevara erneut aus der Schusslinie und platzierte sich selbst zwischen seinem verwundeten Anführer und den Rangern, die nun aus einem Abstand von 10 Metern auf ihn feuerten. In dieser exponierten Position wurde Cuba von mehreren Kugeln getroffen und außer Gefecht gesetzt. Als er die Soldaten sah, die sich Guevara näherten und ihn zu erschießen drohten, soll sie Cuba mit dem Ausruf aufgehalten haben: „Verdammt! Das ist Kommandant Guevara. Habt gefälligst Respekt vor ihm!“ Er verstarb im Oktober 1967 in La Higuera im Alter von 32 Jahren.

## Exekution
Die Rangers brachten Guevara und Cuba zu dem nahegelegenen Dorf La Higuera, wo sie über die Nacht in einem kleinen Schulhaus in getrennten Räumen eingesperrt wurden. Am nächsten Tag, als der Befehl des bolivianischen Präsidenten René Barrientos Ortuño eintraf, dass beide getötet werden sollen, sandte der befehlshabende Offizier eine Exekutionsgruppe, die aus drei Soldaten bestand, in das Schulhaus. Die Soldaten betraten den Raum, in dem Cuba festgehalten wurde, und töteten ihn mit mehreren Salven aus ihren Maschinenpistolen. Bevor er starb, soll Cuba ausgerufen haben: „Ich bin stolz, in der Nähe von Che zu sterben!“
Die bolivianische Armee weigerte sich, Informationen darüber preiszugeben, was mit Cubas Leichnam geschehen war. Am 28. Juni 1997 – fast dreißig Jahre nach seinem Tod – entdeckte ein kubanisches forensisches Team sein Skelett an der gleichen Stelle, wo auch Che Guevara und fünf andere Guerilleros begraben worden waren. Cubas Gebeine wurden ebenso wie die der anderen Guerilleros nach Kuba übergeführt und am 17. Oktober 1997 mit allen militärischen Ehren in der Stadt Santa Clara zur Ruhe gebettet.